# Hohlenstein-Stadel
Pour les articles homonymes, voir Stadel.
La Hohlenstein-Stadel, ou simplement la grotte de Stadel, est une grotte formée de roches karstiques creusée à flanc du Hohlenstein, un massif calcaire localisé près de la ville d'Asselfingen, dans la vallée de la Lone, dans le Land du Bade-Wurtemberg, en Allemagne.
La Hohlenstein-Stadel est l'une des trois grottes de la région ayant une importance archéologique significative. Les deux autres cavités préhistoriques du massif de Hohlenstein sont la Kleine Scheuer (petite grange) et la Bärenhöhle (grotte des ours),.
Alors que les premières fouilles ont été menées dans la seconde moitié du XIXe siècle, l'analyse et l'interprétation de certaines des découvertes n'ont été réalisées qu'à partir de 1969,. La découverte la plus significative est une petite statue en ivoire appelée l'Homme-lion (Löwenmensch),. Après sa découverte en 1939, la pièce a été longtemps considérée comme l'une des plus anciennes œuvres d'art mobilier figuratif mises au jour,.
La grotte est l'un des plus importants sites préhistoriques du Paléolithique supérieur en Allemagne,,. En 2017, la Hohlenstein-Stadel et quelques objets préhistoriques qu'elle a livré ont été inscrits par l'UNESCO sur la liste du patrimoine mondial, avec cinq autres grottes de la même région, sous l'intitulé « Grottes et art de la période glaciaire dans le Jura souabe »,.

## Contexte géographique, topographique et toponymique

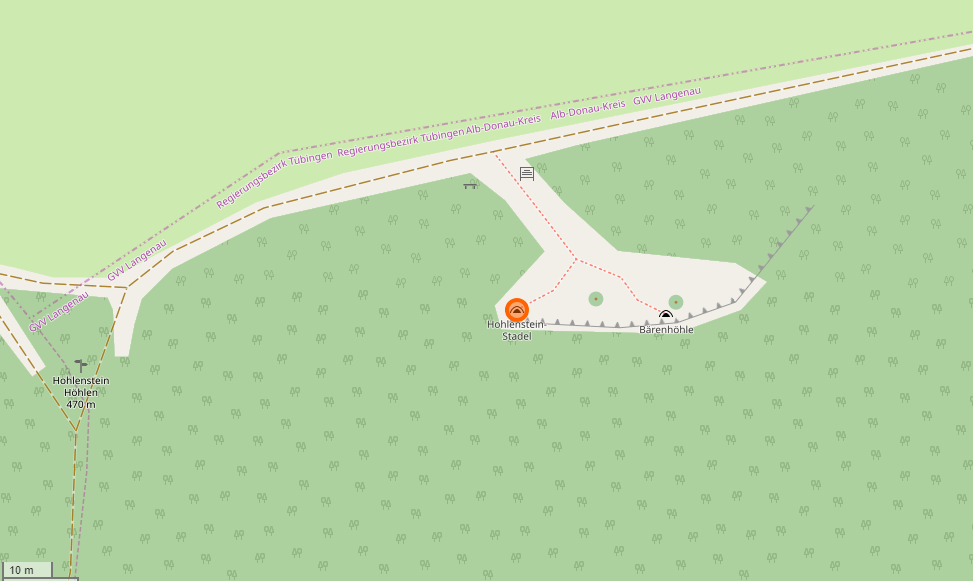
La Hohlenstein-Stadel et son environnement dans l'arrondissement d'Heidenheim, en Bade-Wurtemberg.

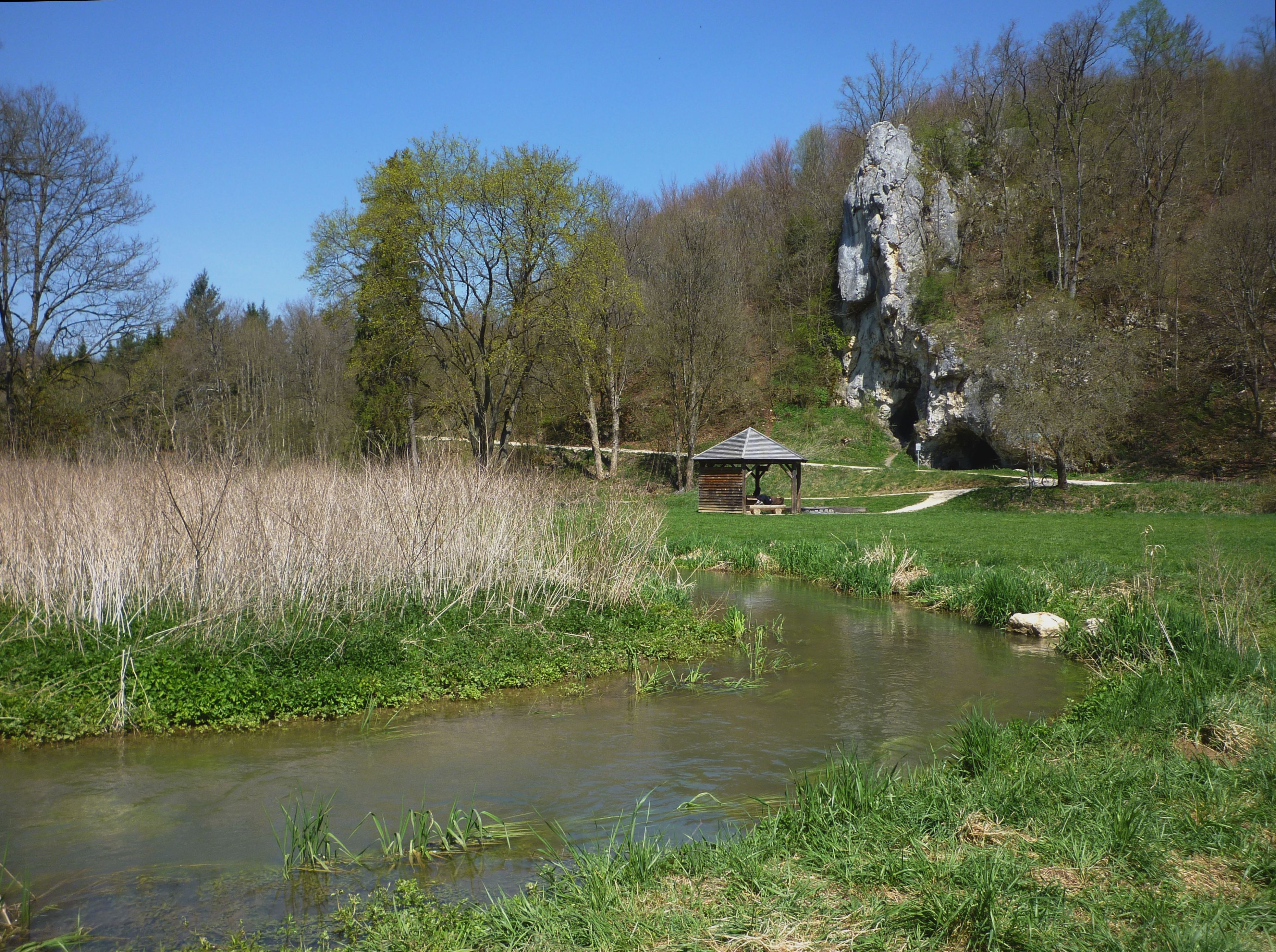
Cours de la Lone à proximité de la Hohlenstein-Stadel.

La Hohlentsein-Stadel est localisée à Rammingen, une subdivision administrative de la commune d'Asselfingen, ville faisant partie de l'arrondissement d'Alb-Danube, circonscription de Tübingen dans le Bade-Wurtemberg oriental,,,. La grotte s'ouvre un flanc du Hohlenstein, un massif montagneux distant d'environ 2,5 km en axe nord-nord-ouest du centre-ville d'Asselfingen et qui est situé à 1,5 km du centre-bourg de Rammingen. Par ailleurs, la Hohlenstein-Stadel, qui se place au nord du village de Lindenau,, se trouve à une distance d'environ 25 km en axe nord-est de la ville d'Ulm. Le site préhistorique est établi dans la vallée de la Lone, à une centaine de mètres en axe sud des rives de ce cours d'eau,,,, ainsi qu'à 2,6 km de l'archéoparc de Vogelherd.
Au sein du bien patrimonial Grottes et l’art de la période glaciaire dans le Jura souabe, la cavité préhistorique trouve son emplacement dans l'« élément 2 », la vallée de la Lone, un territoire qui recouvre une superficie de 190,4 ha pour 391,9 ha de zone tampon. Cette zone s'étend sur 3 km et comprend une partie du fond et des versants de la vallée. Ce territoire se prolonge jusqu'à la limite du plateau avoisinant. Relativement étrécie, la majeure partie de la dépression formée par le lit de la Lone se déploie sur une largeur de 200 m, la largeur de cette cuvette pouvant atteindre, en certains points, jusqu'à 500 m. Ses versants atteignent jusqu'à 30 m de dénivelé. Les paysages qui composent la vallée de la Lone sont à caractère rural, comprenant des parcelles cultivées au niveau de son fond et des pentes constituées de massifs forestiers. La vallée de la Lone, qui s'étend sur une longueur de 50 km, débute après la ville de Geislingen et prend fin au niveau de la Brenz. Le cours de la Lone coupe et alimente un vaste plateau jurassique, compris entre Ulm et Geislingen, et qui s'élève à une cote d'environ 1 000 m,.
La Hohlenstein-Stadel s'élève à une altitude de 470 m. La grotte surplombe le cours de la Lone à une hauteur de 5 m.
L'accès à la grotte se fait par le Lonetalweg, via la route K7307 qui relie Öllingen à Bissingen an der Teck,,.
Le toponyme de la grotte est composé du terme Hohlenstein, signifiant « rocher creux » et du terme Stadel (ou Städel), signifiant « grange »,. Le site préhistorique peut être également désigné par les termes de « grotte de Stadel »,,,,,,,,. En outre, en 1866, pour désigner la Stadel, le paléontologue Oscar Fraas emploie les termes de « ménagerie à ours ».

## Description

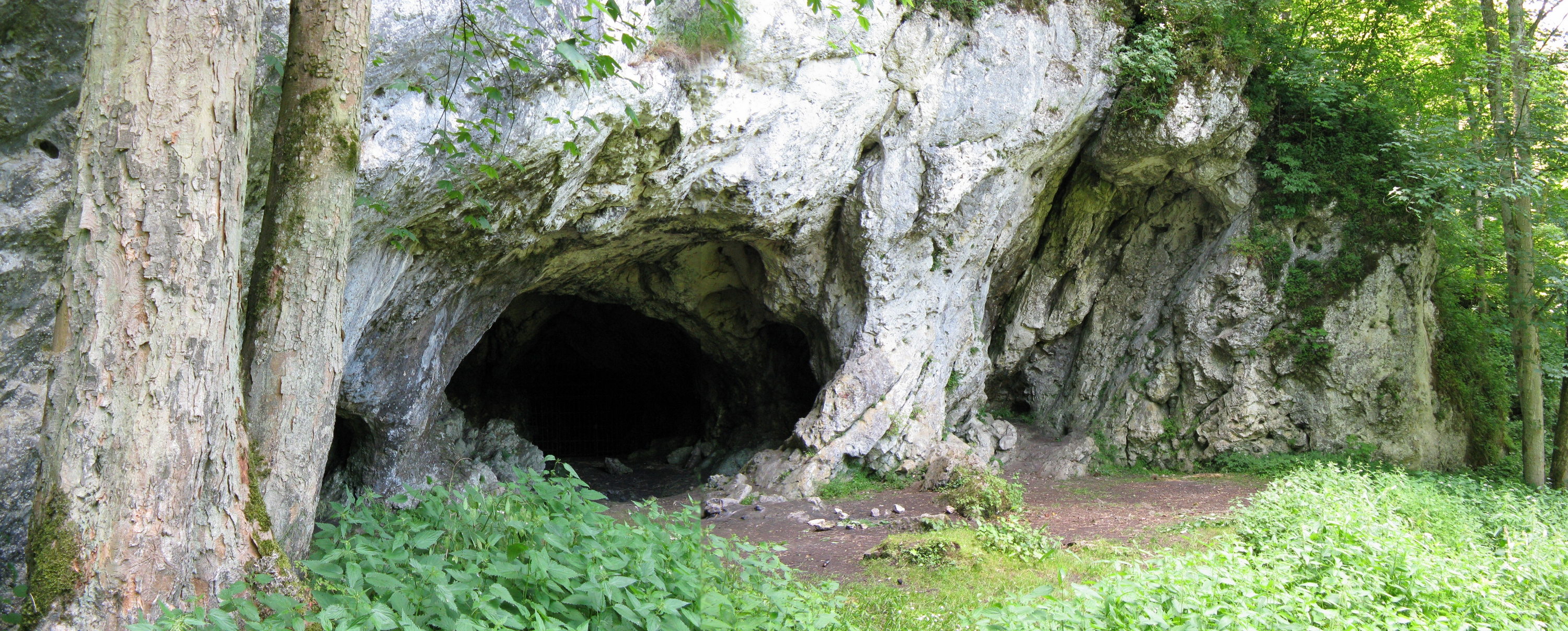
Vue de l'entrée de la Hohlenstein-Stadel.

La Holhlenstein-Stadel s'étend sur une longueur de 50 m,,. La cavité se développe selon un axe horizontal. L'entrée de la grotte mesure 8 m de large,. Elle s'ouvre sur le côté nord du massif de Hohlenstein,.
La Hohlenstein-Stadel consiste en unique galerie de forme courbe et qui se développe sur 70 m de long,. Relativement étroite, mais plutôt profonde, la galerie principale de la Stadel est échelonnée de petites chambres et travées latérales. La voûte de la galerie s'élève à une hauteur moyenne de 4 m.

## Historique

### Premières descriptions et mentions - fin duXVIesièclejusqu'au années 1830
L'existence de la Stadel, du massif de Hohlenstein et des deux autres cavités préhistoriques qu'il renferme sont connus depuis la fin du XVIe siècle, en juillet 1591,, lorsque la ville libre d'Empire d'Ulm fait construire une digue.
La formation rocheuse de l'Hohlenstein et ses trois grottes sont ensuite mentionnés et décrits par Johann Herkules Haid (de), en 1786,. En 1833, c'est au tour du géomètre Schäfer de donner une description métrique et topographique de la Stadel, de la Barenhöhle et du massif de Hohlenstein,.

### Travaux dans la seconde moitié duXIXesiècle

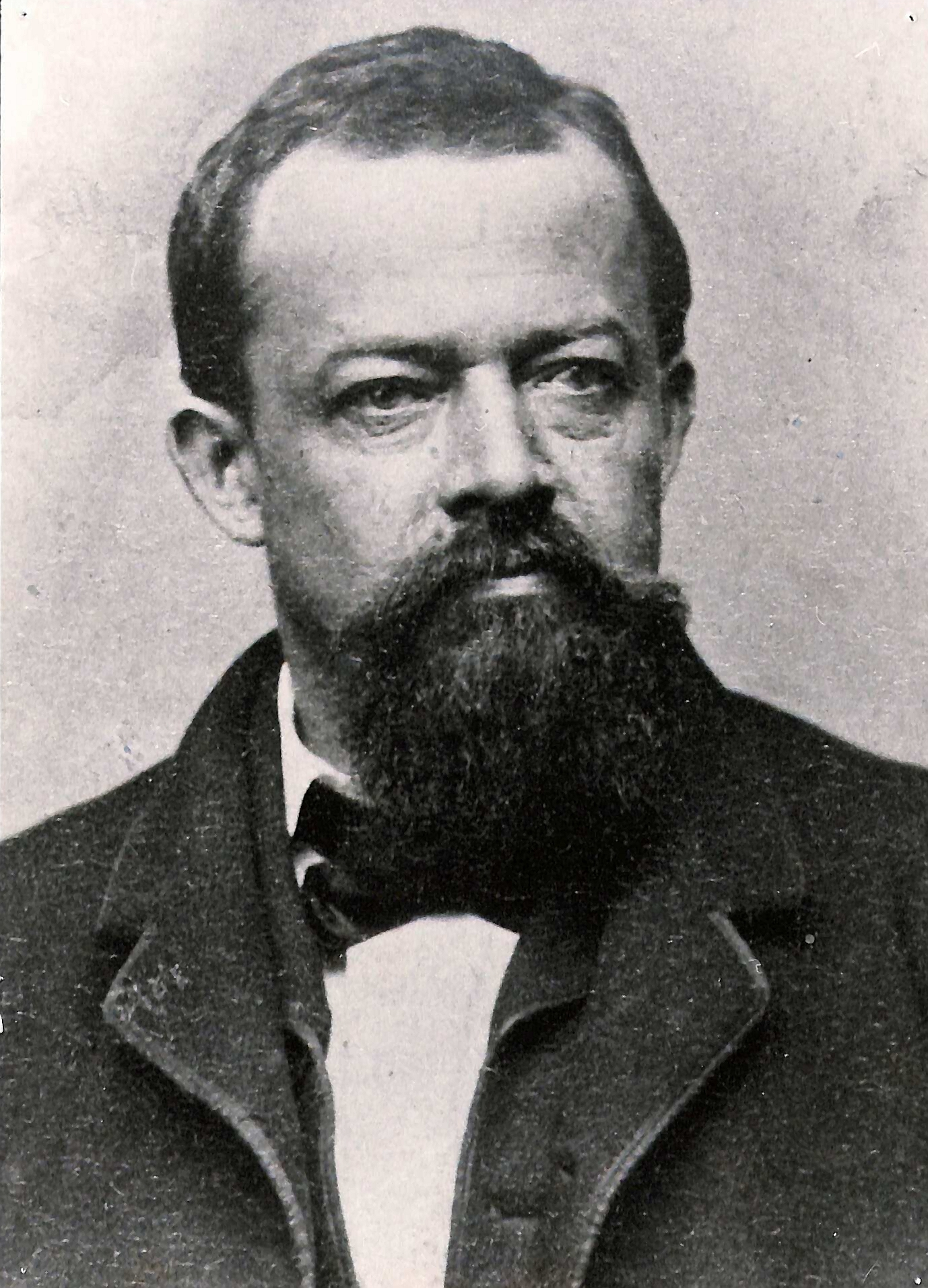
Le paléontologue et géologue Oscar Fraas.

Les premières fouilles dans le massif du Hohlenstein ont été menées en 1861 et 1862 par le paléontologue et géologue Oskar Fraas (de),. Le paléontologue allemand recherche alors des ossements d'ours des cavernes. Au sein de la Barënhohle, une grotte également située dans le Hohlenstein, à quelques mètres de la Stadel, Fraas met alors en évidence 10 000 ossements d'ours des cavernes. Dans le même temps, dans la Stadel, il effectue uniquement quelques prospections.
Fraas retourne dans le massif de Holenstein en 1866. Au sein de la Stadel, le paléontologue allemand met au jour quelques artefacts lithiques. Le mobilier mis en évidence est complété par des ossements d'ours retrouvés sous forme complète. Vingt ans plus tard, en 1886, Fraas, avec Ludwig Bürger, opèrent les premiers sondages de la grotte.

### Travaux au début duXXesiècle
En 1908, le préhistorien et archéologue Robert Rudolf Schmidt (de) effectue des travaux d'investigations au niveau de l'entrée et à l'intérieur de la grotte.
En 1923, dans l'aire située à proximité de l'entrée de la grotte, les géologues et paléontologues E. et W. Soergel (de) mettent en évidence un dépôt sédimentaire daté du Paléolithique supérieur et contenant de nombreux foraminifères.

### Campagne d'excavation des années 1930
Les travaux dans la Hohlenstein-Stadel reprennent à l'automne 1935, avec des tests d'excavation,,,,,. L'excavation de la grotte débute en 1936 et se poursuit jusqu'en 1939,,,,,. Les travaux d'excavation du site préhistorique sont conduits par l'anatomiste Robert Wetzel (de), l'archéologue et géologue Otto Völzing (de) et Anton Bamberger,,,,. À partir de 1936, les travaux de Wetzel sont financés par les fonds de l'Ahnenerbe, organisation fondée par Heinrich Himmler,,.
Durant la campagne d'excavation, les fouilleurs subdivisent les dépôts sédimentaires en une série de section mesurant une largeur d'un mètre. Chaque section est taillée perpendiculairement à l'axe longitudinal de la grotte. Les sections sont elles-mêmes subdivisés en plusieurs segments dans le sens de la hauteur. Ces segments, qui mesurent chacun 20 cm d'épaisseur, correspondent à la séquence stratigraphique de la Stadel.
En juillet 1937, Wetzel et Völzing exhument deux fémurs d'Homme de Néandertal. Les ossements sont retrouvés dans un segment daté du Paléolithique moyen.
Quelques jours avant la déclaration de la Seconde Guerre mondiale, en date du 25 août 1939, au dernier jour de la campagne d'excavation, les fouilleurs mettent au jour les fragments d'un artefact confectionné dans de l'ivoire de mammouth,,. Les fragments, au nombre de quelques centaines (environ 700), sont retrouvés dans le 6e segment — entre 1 et 1,2 m de profondeur — de la 20e section, au sein d'une chambre, un étroit passage situé à une distance de 40 m de l'extrémité de la Hohlenstein-Stadel et à 27 m de son entrée,. Lors de leur découverte, les fragments d'ivoire, retrouvés dans une couche datée de l'Aurignacien, sont associés à quelques pièces d'industrie lithique,. Les archéologues identifient l'ensemble des éléments en ivoire comme étant ceux d'une statuette cassée. En raison du début des hostilités d'août 1939, l'équipe de fouilleurs cessent la campagne d'excavation et, avec les dépôts sédimentaires déblayés, obstrue rapidement la chambre où ont été mis en évidence les fragments de la statuette. Les fragments de la statuette sont conservés par Wetzel.

### Campagne d'excavation des années 1950
En 1956, Wetzel lègue à la ville d'Ulm les pièces mise au jour dans la Stadel. La même année, une seconde campagne d'excavation de la grotte, à nouveau conduite par Bamberger, Völzing et Wetzel, débute. En 1962, après la mort de l'anatomiste allemand, le museum d'Ulm se porte acquéreur des fragments de la figurine et y restent entreposés dans une aire de stockage durant trois décennies,.

## Stratigraphie
| Étage stratigraphique      | Culture associée ou niveau stérile      | Épaisseur (en cm) |
| -------------------------- | --------------------------------------- | ----------------- |
| Étage stratigraphique I    | Humus                                   | 20                |
| Étage stratigraphique II   | Néolithique                             | 50                |
| Étage stratigraphique III  | Magdalénien                             | 30                |
| Étage stratigraphique IV   | Lœss associé à des dépôts calcaires     | 20                |
| Étage stratigraphique V    | Aurignacien                             | 50                |
| Étage stratigraphique VI   | Aurignacien                             | 20                |
| Étage stratigraphique VII  | Moustérien                              | 50                |
| Étage stratigraphique VIII | Loam associé à des sédiuments calcaires | 40                |
| Étage stratigraphique IX   | Loam                                    | 20                |
| Étage stratigraphique X    | Moustérien                              | 90                |
| Étage stratigraphique XI   | Sables affleurants                      | 20                |
| Étage stratigraphique XII  | Plancher stratigraphique                |                   |

| Étage stratigraphique      | Culture associée ou niveau stérile                   | Épaisseur (en cm) |
| -------------------------- | ---------------------------------------------------- | ----------------- |
| Étage stratigraphique I    | Fondations de la digue de la Lone construite en 1591 | -                 |
| Étage stratigraphique II   | Terre meuble                                         | 5                 |
| Étage stratigraphique III  | Magdalénien                                          | 15                |
| Étage stratigraphique IV   | Aurignacien                                          | 35                |
| Étage stratigraphique V    | Moustérien                                           | 20                |
| Étage stratigraphique VI   | Loam                                                 | 20                |
| Étage stratigraphique VII  | Moustérien                                           | 35                |
| Étage stratigraphique VIII | Plancher stratigraphique                             |                   |